# Jaraslau Tschuprys
Jaraslau Raszislawawitsch Tschuprys (belarussisch Яраслаў Расціслававіч Чупрыс, russisch Ярослав Ростиславович Чуприс/Jaroslaw Rostislawowitsch Tschupris; * 12. September 1981 in Minsk, Weißrussische SSR) ist ein belarussischer Eishockeyspieler, der seit 2011 beim HK Schachzjor Salihorsk in der belarussischen Extraliga unter Vertrag steht.

## Karriere
Jaraslau Tschuprys begann seine Karriere als Eishockeyspieler in seiner Heimatstadt beim HK Junost Minsk, für dessen Profimannschaft er von 1998 bis 2001 in der belarussischen Extraliga und der internationalen East European Hockey League aktiv war. Anschließend unterschrieb der Flügelspieler beim Stadtnachbarn und Ligarivalen HK Keramin Minsk, mit dem er in der Saison 2001/02 das Double aus Meisterschaft und Pokal gewann. Zudem war der Nationalspieler 2003 und 2004 jeweils mit seiner Mannschaft in der East European Hockey League siegreich. Seine für ihn persönlich erfolgreichste Spielzeit absolvierte der Belarusse 2004/05, als er mit 25 Toren bester Torschütze der Extraliga und mit insgesamt 57 Punkten ligeweiter Topscorer war.
Im Sommer 2005 unterschrieb Tschuprys bei Salawat Julajew Ufa aus der russischen Superliga. In seiner ersten Spielzeit bei den Russen hatte er auf Anhieb einen Stammplatz und erzielte in insgesamt 55 Spielen 22 Scorerpunkte, davon sechs Tore. In der Saison 2006/07 kam der Linksschütze überwiegend für Ufas zweite Mannschaft in der Perwaja Liga, der dritten russischen Spielklasse, zum Einsatz. Daher kehrte der Angreifer im nächsten Jahr zu seinem Ex-Club Keramin Minsk zurück, mit dem er zum zweiten Mal in seiner Laufbahn belarussischer Meister wurde. Für die Saison 2008/09 blieb er in der Stadt, unterschrieb jedoch beim Konkurrenten HK Dinamo Minsk aus der neugegründeten Kontinentalen Hockey-Liga, für den er in 52 Spielen neun Tore erzielte und 14 Vorlagen gab. Im folgenden Jahr kam der mehrfache WM-Teilnehmer zudem parallel zum KHL-Spielbetrieb für Minsks Farmteam HK Schachzjor Salihorsk zum Einsatz, mit dem er in Belarus Vizemeister wurde.
In der Saison 2010/11 spielte er parallel für Dinamo in der KHL und für den HK Junost Minsk in der Extraliga. Zudem gewann er mit Junost den Continental Cup. Nach diesem Erfolg wechselte er innerhalb Belarus’ zum HK Schachzjor Salihorsk.

### International
Für Belarus nahm Tschuprys an der U18-Junioren-B-Weltmeisterschaft 1999, der U20-Junioren-B-Weltmeisterschaft 2000 und der U20-Junioren-Weltmeisterschaft 2001 teil. Im Seniorenbereich stand er im Aufgebot seines Landes bei den Weltmeisterschaften 2003, 2006, 2008, 2009 und 2010, sowie bei der Qualifikation zu den Olympischen Winterspielen 2006 in Turin.

## Erfolge und Auszeichnungen
- 2002 Belarussischer Meister mit dem HK Keramin Minsk
- 2002 Belarussischer Pokalsieger mit dem HK Keramin Minsk
- 2003 Meister der East European Hockey League mit dem HK Keramin Minsk
- 2004 Meister der East European Hockey League mit dem HK Keramin Minsk
- 2005 Bester Torschütze der Extraliga
- 2005 Topscorer der Extraliga
- 2008 Belarussischer Meister mit dem HK Keramin Minsk
- 2009 Spengler-Cup-Gewinn mit dem HK Dinamo Minsk
- 2010 Belarussischer Vizemeister mit dem HK Schachzjor Salihorsk
- 2011 IIHF-Continental-Cup-Gewinn mit dem HK Junost Minsk
- 2011 Belarussischer Meister mit dem HK Junost Minsk

### International
- 1999 Aufstieg in die A-Weltmeisterschaft bei der U18-Junioren-B-Weltmeisterschaft
- 2000 Aufstieg in die A-Weltmeisterschaft bei der U20-Junioren-B-Weltmeisterschaft

## KHL-Statistik
(Stand: Ende der Saison 2010/11)